# 富瓦什
富瓦什（法語：Foisches，法語發音：[fwaʃ]）是法国大東部大區阿登省的一个市镇，位于法比边境，属于沙勒维尔-梅济耶尔区。

## 地理
富瓦什（50°7'36"N, 4°46'45"E）面积4.65 平方千米，位于法国大東部大區阿登省，该省份为法国北部内陆省份，西接埃纳省，南至马恩省，东临默兹省，北与比利时接壤。
与富瓦什接壤的市镇（或旧市镇、城区）包括：欧布里沃、绍斯、日韦、默兹河畔阿姆。

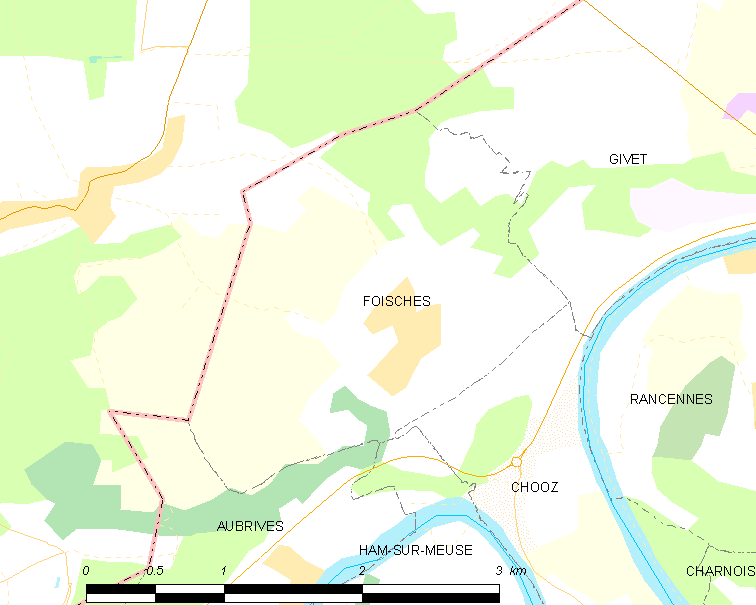
富瓦什的OSM定位图

富瓦什的时区为UTC+01:00、UTC+02:00（夏令时）。

## 行政
富瓦什的邮政编码为08600，INSEE市镇编码为08175。

## 政治
富瓦什所属的省级选区为日韦县。

## 人口

1962-2008年间富瓦什人口变化图示

富瓦什于2022年1月1日时的人口数量为254人。